# Bagiennik szary
Bagiennik szary (Limnephilus griseus) – gatunek chruścika z rodziny bagiennikowatych (Limnephilidae). Larwy budują rurkowate, lekko zakrzywione domki z fragmentów detrytusu, czasem z ziarnami piasku i fragmentami roślin. Jest to gatunek w Polsce stosunkowo liczny i pospolity, o szerokim północnopalearktycznym rozmieszczeniu. W Polsce larwy licznie zasiedlają zbiorniki okresowe zarówno w strefie zalewowej dolin dużych rzek nizinnych, jak i zbiorniki krajobrazu otwartego (śródłąkowe, śródpolne) pojezierzy (Pojezierze Pomorskie, Pojezierze Mazurskie). Na południu Polski spotykany także w źródłach limnokrenowych. Larwy preferują więc siedliska raczej zimnowodne. W Północnej Europie larwy zasiedlają więcej typów wód: także rzeki, jeziora. W kierunku na południe zmniejsza się zakres preferowanych siedlisk i jednocześnie skraca się faza wodna (larwy), a wydłuża faza imaginalna, z jednoczesnym pojawianiem się okresu diapauzy w okresie letnim.
Gatunek palearktyczny, występuje w całej Europie (bez Hiszpanii), notowany z Grenlandii. Larwy występują we wszystkich typach wód śródlądowych oraz w estuariach. Limneksen, w Polsce typowy dla śródpolnych zbiorników astatycznych.
W Polsce Limnephilus griseus może być uważany za element północny i relikt polodowcowy. Podobne domki jak i podobnie ubarwione są larwy: Limnephilus coenosus, Limnephilus sparsus, z którymi łatwo go pomylić.
Na Pojezierzu Pomorskim złowiono dwie larwy w Jeziorze Karskim, zaś na Pojezierzu Mazurskim w śródleśnym zbiorniku koło Pasymia (zbiornik dystroficzny, po wyschnięciu i ponownym napełnieniu się wodą). Liczniej larwy spotykane w astatycznym turzycowisku Jeziora Narckiego, sporadycznie w trzcinach. Stosunkowo licznie łowiony w jeziorach wysokogórskich, mniej licznie w stawach dolinnych oraz torfowiskach wysokogórskich Karkonoszy. Występuje także w limnokrenowych źródłach. W Dolinie Biebrzy w drobnych zbiornikach śródleśnych i torfiankach, mniej licznie w zbiornikach śródpolnych i ciekach, w Dolinie Narwi liczny w astatycznych zbiornikach śródpolnych.
W Europie Północnej licznie występuje we wszystkich typach wód stojących (w tym w jeziorach) i zalewach morskich. W Islandii stwierdzany w subarktycznym oligotroficznym jeziorze, w jeziorach, stawach, drobnych zbiornikach oraz ciekach. W Rumunii larwy spotykane w stawach wysokogórskich. Imagines bardzo rzadko łowione nad Balatonem, górskich jeziorach Bałkanów oraz Kaukazu.